# Jim Davis
Marlin „Jim” Davis (n. 26 august 1909 – d. 26 aprilie 1981) a fost un actor american, cunoscut pentru rolul său ca Jock Ewing în filmul serial distribuit de către CBS Dallas, rol pe care l-a interpretat până la moartea sa survenită în aprilie 1981.